# Polyrhachis pressa
Polyrhachis pressa är en myrart som beskrevs av Mayr 1862. Polyrhachis pressa ingår i släktet Polyrhachis och familjen myror. Inga underarter finns listade i Catalogue of Life.